# Lyell Dam
Lyell Dam är en dammbyggnad i Australien. Den ligger i kommunen Lithgow och delstaten New South Wales, i den sydöstra delen av landet, omkring 110 kilometer väster om delstatshuvudstaden Sydney. Lyell Dam ligger 761 meter över havet.
Närmaste större samhälle är Lithgow, nära Lyell Dam. 
I omgivningarna runt Lyell Dam växer huvudsakligen savannskog. Runt Lyell Dam är det mycket glesbefolkat, med 6 invånare per kvadratkilometer. Genomsnittlig årsnederbörd är 1 149 millimeter. Den regnigaste månaden är februari, med i genomsnitt 214 mm nederbörd, och den torraste är juli, med 26 mm nederbörd.